# Пік Ларса Крістенсена
Пік Ларса Крістенсена (англ. Lars Christensen Peak), відомий також як норв. Lars Christensentoppen, найвища точка, 1640 метрів (5,381 футів) на острові Петра I, біля берегів Антарктиди. За іншими даними висота піку становить 1755 м.
Пік це щитовий вулкан. Не відомо, чи згаслий він, чи ні.
Пік отримав свою назву на честь Ларса Крістенсена, судновласника СС Odd I, китобійного судна, що обійшло острів у січні 1927 року.